# EBAG9
EBAG9 (англ. Estrogen receptor binding site associated, antigen, 9) – білок, який кодується однойменним геном, розташованим у людей на короткому плечі 8-ї хромосоми. Довжина поліпептидного ланцюга білка становить 213 амінокислот, а молекулярна маса — 24 377.
| 10         |  | 20         |  | 30         |  | 40         |  | 50         |
| ---------- |  | ---------- |  | ---------- |  | ---------- |  | ---------- |
| MAITQFRLFK |  | FCTCLATVFS |  | FLKRLICRSG |  | RGRKLSGDQI |  | TLPTTVDYSS |
| VPKQTDVEEW |  | TSWDEDAPTS |  | VKIEGGNGNV |  | ATQQNSLEQL |  | EPDYFKDMTP |
| TIRKTQKIVI |  | KKREPLNFGI |  | PDGSTGFSSR |  | LAATQDLPFI |  | HQSSELGDLD |
| TWQENTNAWE |  | EEEDAAWQAE |  | EVLRQQKLAD |  | REKRAAEQQR |  | KKMEKEAQRL |
| MKKEQNKIGV |  | KLS        |  |            |  |            |  |            |

A: Аланін

C: Цистеїн

D: Аспарагінова кислота

E: Глутамінова кислота

F: Фенілаланін

G: Гліцин

H: Гістидин

I: Ізолейцин

K: Лізин

L: Лейцин

M: Метіонін

N: Аспарагін

P: Пролін

Q: Глутамін

R: Аргінін

S: Серин

T: Треонін

V: Валін

W: Триптофан

Кодований геном білок за функцією належить до фосфопротеїнів. 
Задіяний у таких біологічних процесах, як апоптоз, альтернативний сплайсинг. 
Локалізований у мембрані, апараті гольджі.